# مينامي أشيغارا (كاناغاوا)
مينامي أشيغارا (باليابانية: 南足柄市 مينامي أشيغارا-شي) هي مدينة يابانية تقع في محافظة كاناغاوا. 
تم تأسيس المدينة في 1 أبريل، 1972.

## جغرافيا
تقع على الجهة الشمالية الشرقية لجبال هاكونه ويمر فيها فرع نهر أساوا. ويحيط بها مدن أوداوارا، أشيغارا، مقاطعة سونتو في محافظة شيزوكا.

## اقتصاد
- صناعة
  - فوجي فيلم
  - أساهي للبيرة

## توأمة
لمينامي أشيغارا (كاناغاوا) اتفاقيات توأمة مع:
- تيلبورخ (4 يونيو 1989 - )[7]

## أعلام
- هيناتا ميازاوا

## وصلات خارجية
- الموقع الرسمي لمدينة مينامي أشيغارا